# Кварцит (предприятие)
«Кварци́т» (также известна как Совромкварцит, Совромкварц, рум. Sovromcuarțit) — совместное предприятие СССР и социалистической Румынии, в структуре которого были геологоразведочные, горнодобывающие и перерабатывающие предприятия, где добывалась и обогащалась урановая руда, поставляемая для атомной промышленности Советского Союза.

## Предыстория
Запасы урана в Западных Румынских горах (Апусени) были обнаружены румынским геологом по фамилии Мунтян, работавшим на золотодобыче в Браде. В период с 1939 по 1941 год он расширил свои исследования на северо-западном склоне плато Бихор, в районе, ведущем к местечку Бэйца. Собранные образцы были нанесены на карту с указанием места происхождения и отправлены в минералогическую лабораторию в Клуж для анализа. Во время Второй мировой войны лаборатория перешла под управление немцев, которые, таким образом, получили информацию. Намереваясь освоить месторождение, немцы построили подъезд к Виртопу. Однако события на фронте вынудили немецкую армию остановить работы. После разгрома фашистской Германии информация о румынских запасах урана стала достоянием Советского Союза.

## История
В первые послевоенные годы правительство СССР заключило долгосрочное соглашение с правительствами ГДР, Чехословакии, Румынии, Венгрии и ряда других стран о совместных поисках, разведке и разработке месторождений радиоактивных руд (и возможной дальнейшей поставке уранового сырья или продукции Советскому Союзу).
Совромы — советско-румынские совместные предприятия, созданные в Румынии в конце Второй мировой войны (в ходе оккупации Румынии) и существовавшие до конца 1950-х годов. 8 мая 1945 в Москве между Румынией и СССР было подписано соглашение о создании совместных предприятий. Теоретически «совромы» должны были приносить доход в пользу советской стороны на реконструкцию предприятий и восстановление экономики СССР, однако на самом деле эксплуатировали природные богатства страны, ещё больше ослабляя ресурсы румынской экономики после того, как страна в рамках Парижского мирного договора 1947 года обязана была выплатить СССР 300 млн $ репараций. В числе созданных «совромов»
было горнодобывающее предприятие «Совромкварцит», которое занималось добычей не кварца, а урана. Название было выбрано для маскировки её реальной деятельности. «Совромкварцит» был создан 30 декабря 1951 года подписанием межправительственного соглашения на 25 лет. Добываемый предприятием концентрат использовался в СССР, в том числе, и для создания атомной бомбы. Всего было добыто 18 тысяч тонн концентрата.
Название было выбрано по предложению советской стороны. В советском документообороте совместное предприятие имело название «Кварцит», по аналогии с практикой наименования уранодобывающих предприятий в других странах Восточного блока («Висмут», «Боксит» и др.).

## Деятельность

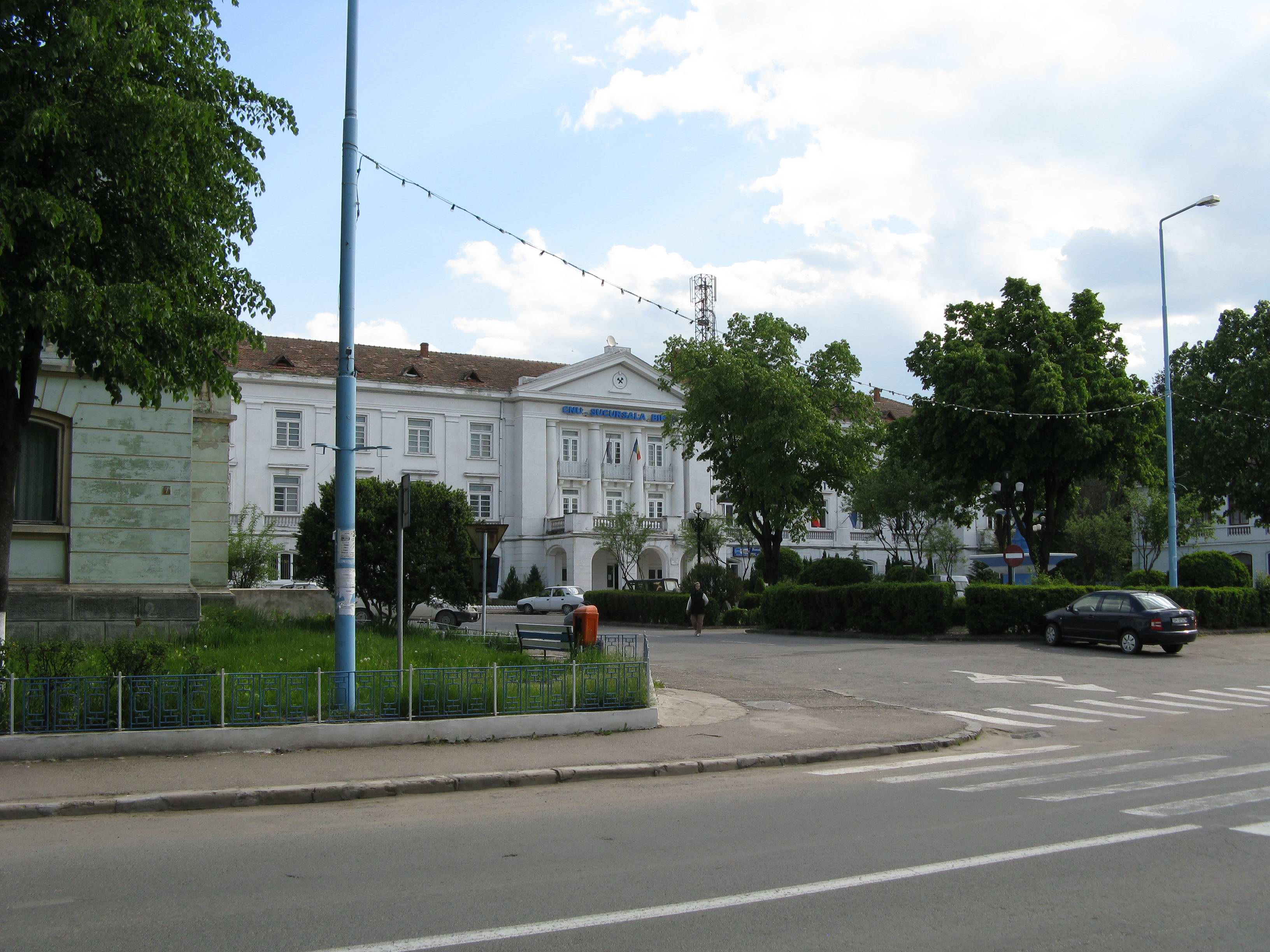
Городок Штей, построенный для работников горнорудного предприятия

Изначальная цель Совромкварцита заключалась в разработке крупнейших урановых рудников в стране — близ местечка Бэйца (Нучет) в Западных Румынских горах (или Апусени), в жудеце Бихор, с последующей первичной переработкой в городе Штей и дальнейшей отправки её в СССР. Концентрат вывозился в специальных цистернах через Халмэу. Ежедневно отправлялись 2-3 железнодорожных состава.
Кроме основной деятельности — эксплуатации этих рудников, «Совромкварцит» также проводил геологические исследования и одновременно выполнял работы по строительству инфраструктуры (железные дороги, дороги), жилых домов (к примеру, город Штей был построен «Совромкварцитом» для своих работников), промышленных зданий и сооружений, линий электропередач. Штат компании составлял 15 942 человека.
Геологоразведочные работы проводились исключительно советскими специалистами с 1950 года. После 1956 геологоразведку проводили румынские специалисты, в том числе и с привлечением групп советских геологов-консультантов под руководством Г. Н. Котельникова и И. Г. Мельника. Последующие исследования и разработки потребовали новых вложений, поскольку техническая документация, подготовленная Совромкварцитом, не были доступны румынскому государству.
Советскими геологами было открыто урановое месторождение Бихор, которое было полностью отработано за 7 лет (с 1953 по 1959 гг.). В 1952 были выявлены небольшие месторождения Аврам-Янку и Ариешань, на которых была начата добыча урана. В 1953 в Банатских горах было открыто месторождение Чудановицы, после разведки которого (в 1955-56), на его и на базе месторождения Натра было организовано Банатское рудоуправление и с 1957 года начата добыча руды.
В период с 1952 по 1960 годы Румыния поставила Советскому Союзу 17 288 тонн металлического урана, который был использован в советской программе создания ядерного оружия. Вся урановая руда транспортировалась за пределы Румынии для переработки, первоначально в Силламяэ, Эстонская ССР. Урановый концентрат по-прежнему использовался исключительно Советским Союзом. На пленарном заседании Центрального комитета Румынской рабочей партии, проходившем с 15 по 22 апреля 1964 года, Бужор Алмацану сообщил Георгию Георгиу-Дежу: «18 000 тонн, а затем по 70 тонн в год».

### Подразделения
- рудник «Бэйца»[англ.]
- Месторождение «Бихор» (1953-59):
  - Восточный рудник
  - Центральный рудник
  - Западный рудник
- Рудник «Аврам-Янку» на одноимённом месторождении
- Рудник «Ариешань» на одноимённом месторождении
- Банатское рудоуправление:
  - рудник «Чудановицы» (с 1957)
  - рудник «Восточная Натра» (с 1958)
- дробилка в Штей

## Закрытие
Ввиду некоторых трений между СССР и Румынией Георгиу-Дежа началось сокращение объёмов «сотрудничества».
По инициативе румынской стороны 22 октября 1956 было ликвидировано Советско-Румынское горное общество «Кварцит». Вместо него был создан государственный Департамент редких металлов, координируемый Постоянной Советско-Румынской комиссией по урану. С 1 июля 1965 года, после выполнения своих обязательств по поставкам урана в СССР, Румыния отказалась от участия в деятельности комиссии. Советские представители покинули Румынию.

## После 1965 года
Разработка уранового рудника «Бэйца» прекратилась в начале 2000-х. Некоторое время на территории рудника проводились рекультивационные работы. Ныне шахтные стволы используются в качестве хранилища радиоактивных отходов низкой и средней активности со всей страны, в том числе и с единственной в стране АЭС Чернаводэ. Национальный полигон радиоактивных отходов (рум. Depozit National pentru Deseuri Radioactive, DNDR) создавался в условиях секретности.